# Eper (növénynemzetség)
A rózsafélék (Rosaceae) családjába tartozó Fragaria nemzetség magyar köznyelvben neve eper,  a köznyelvtől eltérően a szakmai elnevezése szamóca. Magyarországon 3 eperfaj őshonos, ezeket gyakran a gyümölcséért termesztett Fragaria × ananassa illetve Fragaria virginiana fajoktól való megkülönböztetés végett erdei szamócának nevezik. Az eper és szamóca kifejezések egysége vagy különbsége, nemzetközi, nyelvtani, és nyelvtörténelmi értelmezésben nem tisztázott. (Az angol strawberry tree jelentése szamócafa, viszont a strawberry jelentése már eper, az eperfa fordítása mulberry, de a kifejezés szamócafát is jelent.) A termesztett fajokat általában epernek, vagy földi epernek nevezik.
Az eperfajok gyümölcse csoportos termés, s ezt a termést is szokás epernek, illetve szamócának nevezni. Az apró aszmagtermések az elhúsosodott vacok (a virág kocsányának megvastagodott csúcsa) felszínén, vagy abba kissé besüllyedve találhatók. A sziromlevelek fehérek, számuk 5. A levelek hármasan összetettek. Lágyszárúak, gyakran szaporodnak vegetatív úton messze kúszó és legyökerező indák segítségével.
Mivel az eperfa (Morus) növénynemzetség fajainak (pl. a Morus alba – fehér eperfa és a Morus nigra – fekete eperfa) termését is epernek nevezik, ezért elterjedt az eperfajok (Fragaria spp.) termésére a megkülönböztető földi eper szóhasználat. Az eper szó a nyelvtudomány szerint ugor eredetű, mivel a manysi nyelvben is megvan, és ott a Fragaria-fajokra és terméseikre használatos (äpǝ.rjek, ǟpǝrjēχ, ǟprä, ǟprǝχ).

## Csattogó szamóca(F. viridisDuch.)
A szirmok sárgásfehérek, a virágok kocsánya elálló szőrű. A csészelevél éréskor a vacokról nehezen leváló, pirosasfehér színű áltermésre simul. Száraz gyepekben fordul elő gyakrabban, májusban és júniusban virágzik.
|  |  |  |

## Fahéjillatú szamóca(F. moschataDuch.)
Főleg tölgyesekben fordul elő. Indákat alig fejleszt.
|  |  |

## Galéria

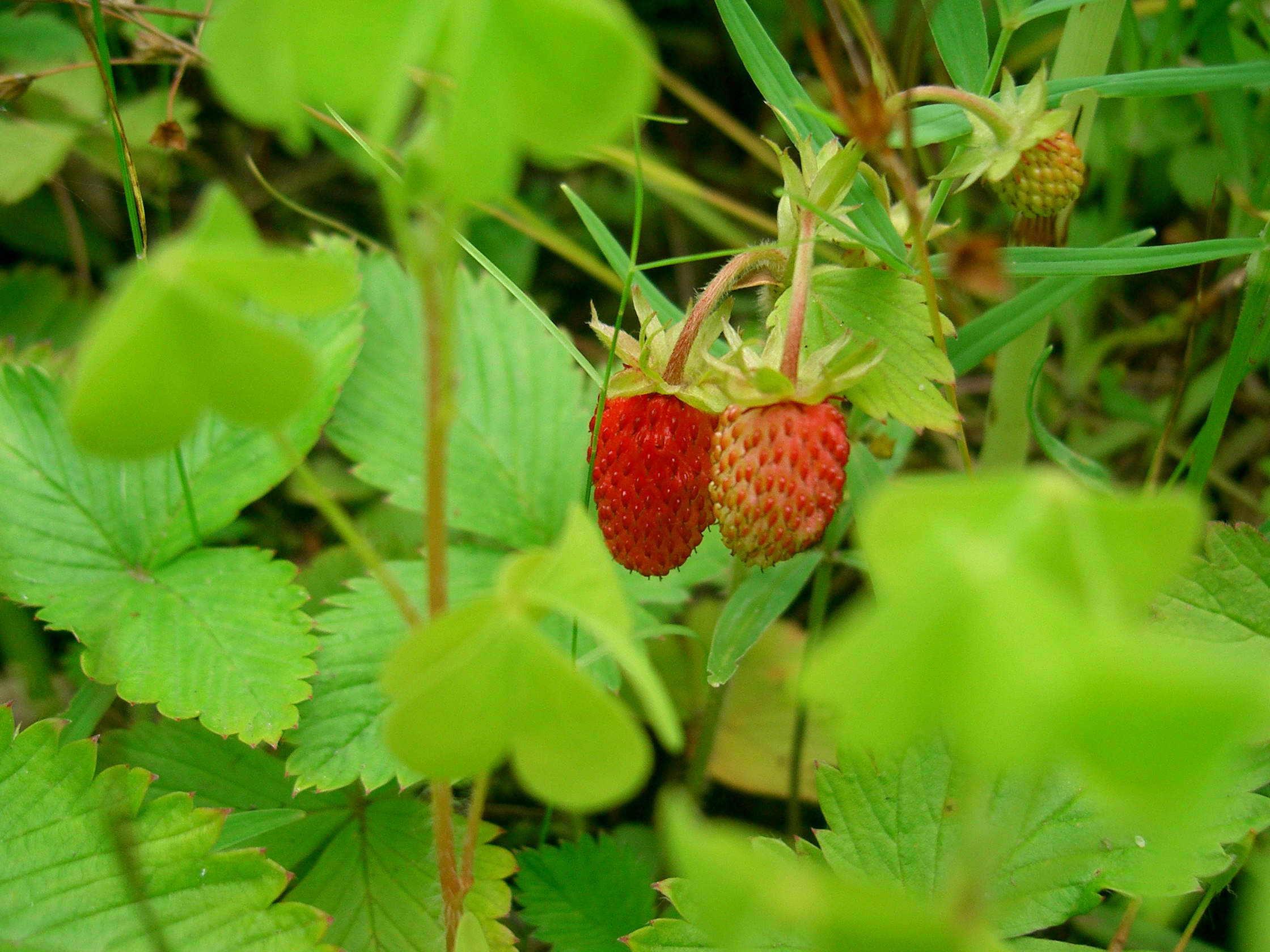
A nemzetség vadon termő fajait nem könnyű megkülönböztetni, így a köznapi szóhasználatban gyakran mindegyiket erdei szamócának hívják. A botanikusok csak a Fragaria vesca fajt nevezik erdei szamócának